# Nikon D5000
D60 D5100
Le Nikon D5000 est un appareil photo réflex numérique, présenté par Nikon le 14 avril 2009.
Il s'agit d'un modèle grand public de la génération des boîtiers D90 et D300, utilisant un capteur CMOS similaire de 12,3 mégapixels, mais avec une coque très compacte et un viseur plus simple (pentamiroir). Le D5000 est le premier modèle d'une ligne de réalisations similaires utilisant des composants plus récents et performants : D5100 et D5200.

## Caractéristiques
- Capteur CMOS de 12,3 mégapixels au format Nikon DX.
- Processeur d'images Nikon EXPEED.
- Enregistrement vidéo (24 images par seconde avec son mono 11 kHz, format PCM). Formats d'enregistrement : 320 x 216 pixels, 640 x 424 pixels ou 1 280 x 720 pixels (HD 720p)
- Correction d'exposition / contraste : Active D-Lighting (4 niveaux et Auto).
- Écran TFT articulé sur 90° pour le sortir de son logement du boîtier puis sur 180°. Sa diagonale est de 2,7" (6,9 cm) avec une définition de 230 000 points.
- Prise de vue dite Live View permettant de cadrer pour la photographie et la vidéo à partir de l'écran de contrôle. Possibilité d'activer l'autofocus avec suivi automatique du sujet.
- Mode rafale à 4 images par seconde.
- Mise au point autofocus avec le système Multi-CAM 1000 à 11 collimateurs.
- Sensibilité ISO du capteur allant de 200 à 3 200 (extensible à 100 et 6 400).
- Boîtier compatible avec les objectifs Nikon F. La mise au point automatique ne fonctionne qu'avec les objectifs AF-S.
- 19 modes de prises de vues.
- Obturateur prévu pour 100 000 cycles.
- Mode de prise de vue silencieux
- Double système anti-poussière par vibration du filtre passe-bas et contrôle du flux d'air.
- Sortie vidéo HDMI.
- Connecteur pour module GPS. Le GPS enregistrant directement dans les données EXIF de la photographie les coordonnées de la prise de vue, l'altitude par rapport au niveau de la mer, l'orientation de la vue (seulement modules avec boussole intégrée), date GPS, horaire GPS.
- Format des fichiers : JPEG, NEF (fichier RAW sans perte de Nikon, compression des couleurs sur 12 bits), AVI (Motion JPEG).
- Alimentation par batterie lithium-ion EN-EL9a.

## Galerie de photos

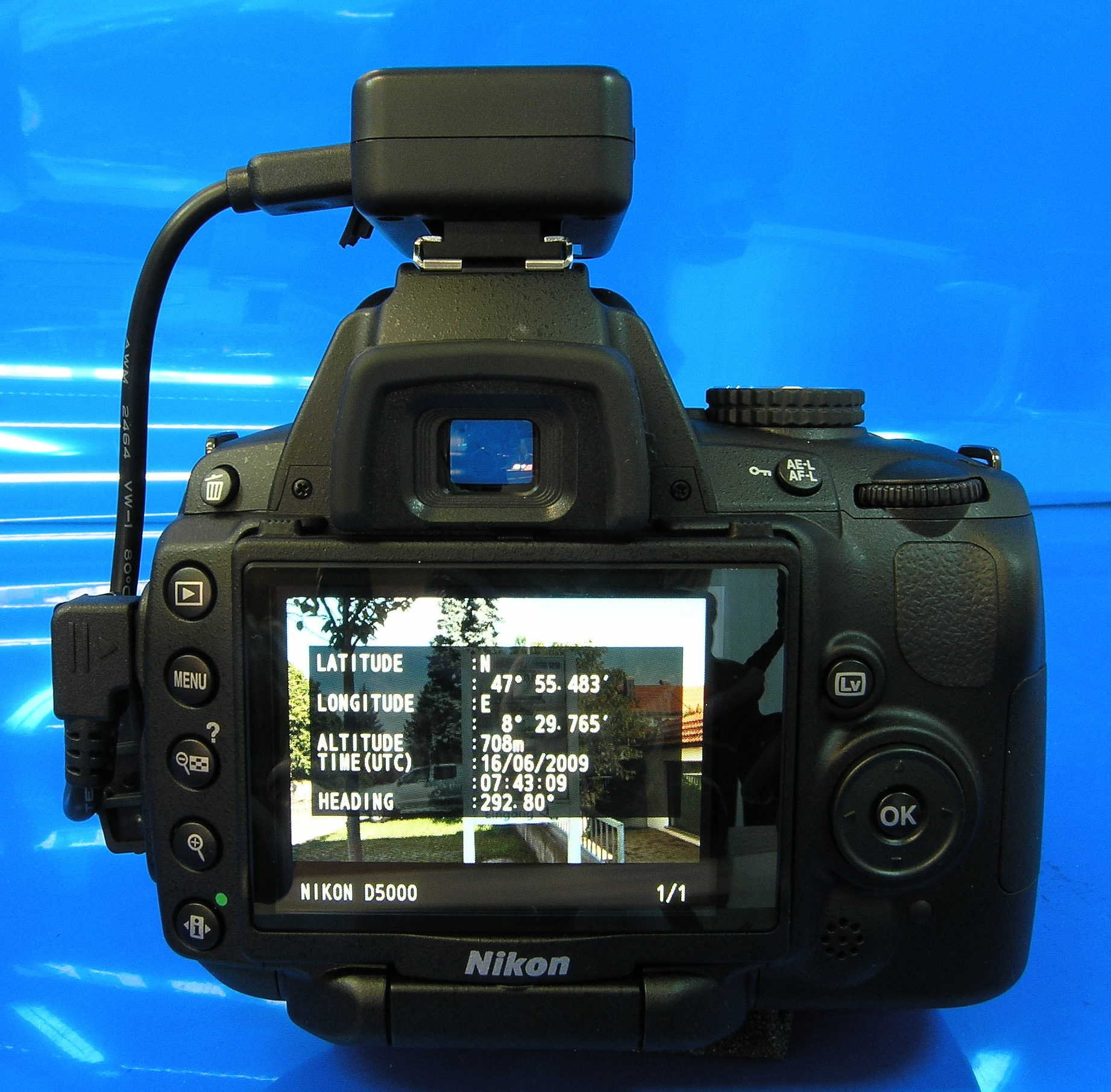
Nikon D5000 équipé d'un GPS Geotagger N2 Solmeta.
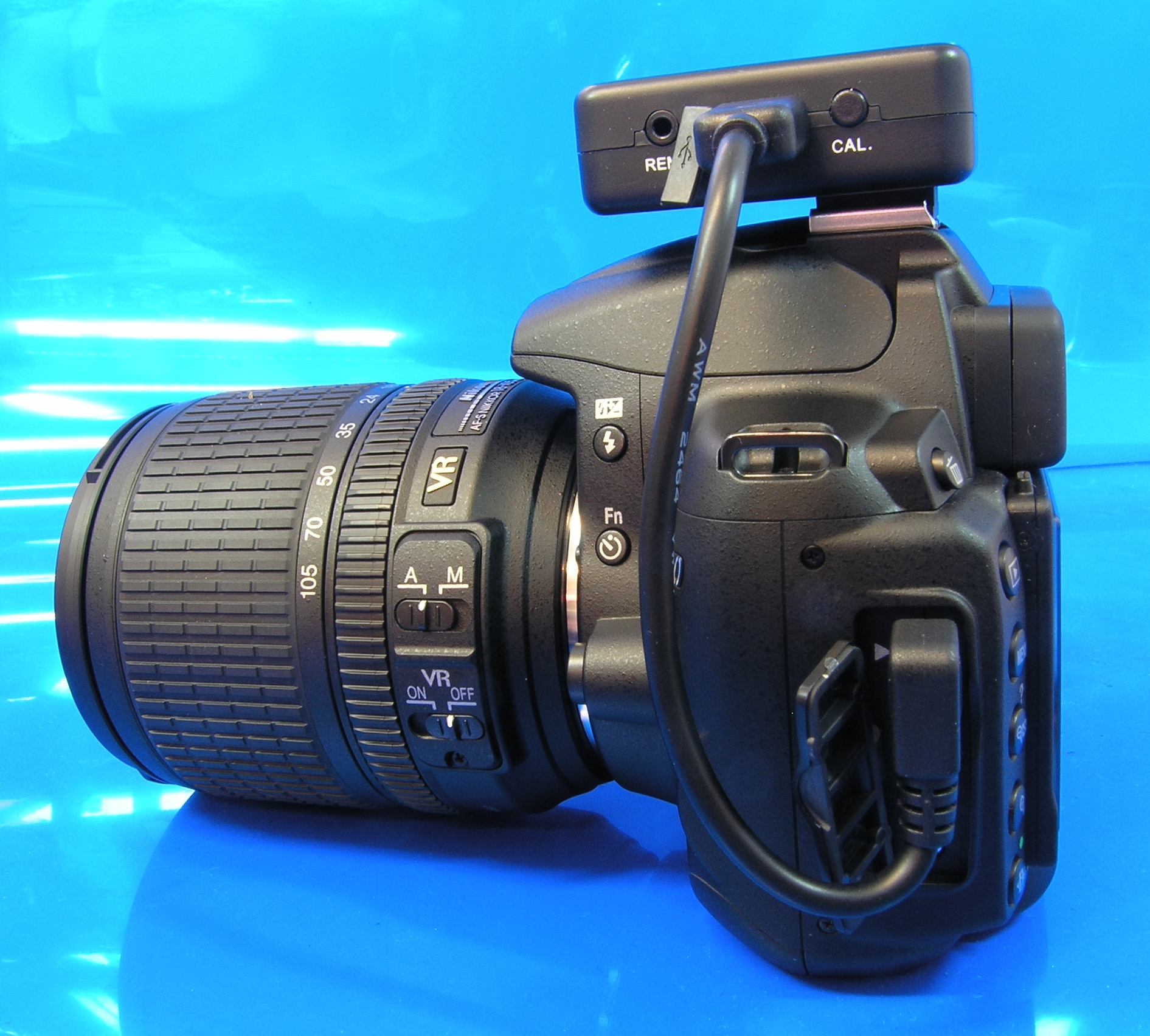
Vue latérale avec système GPS.
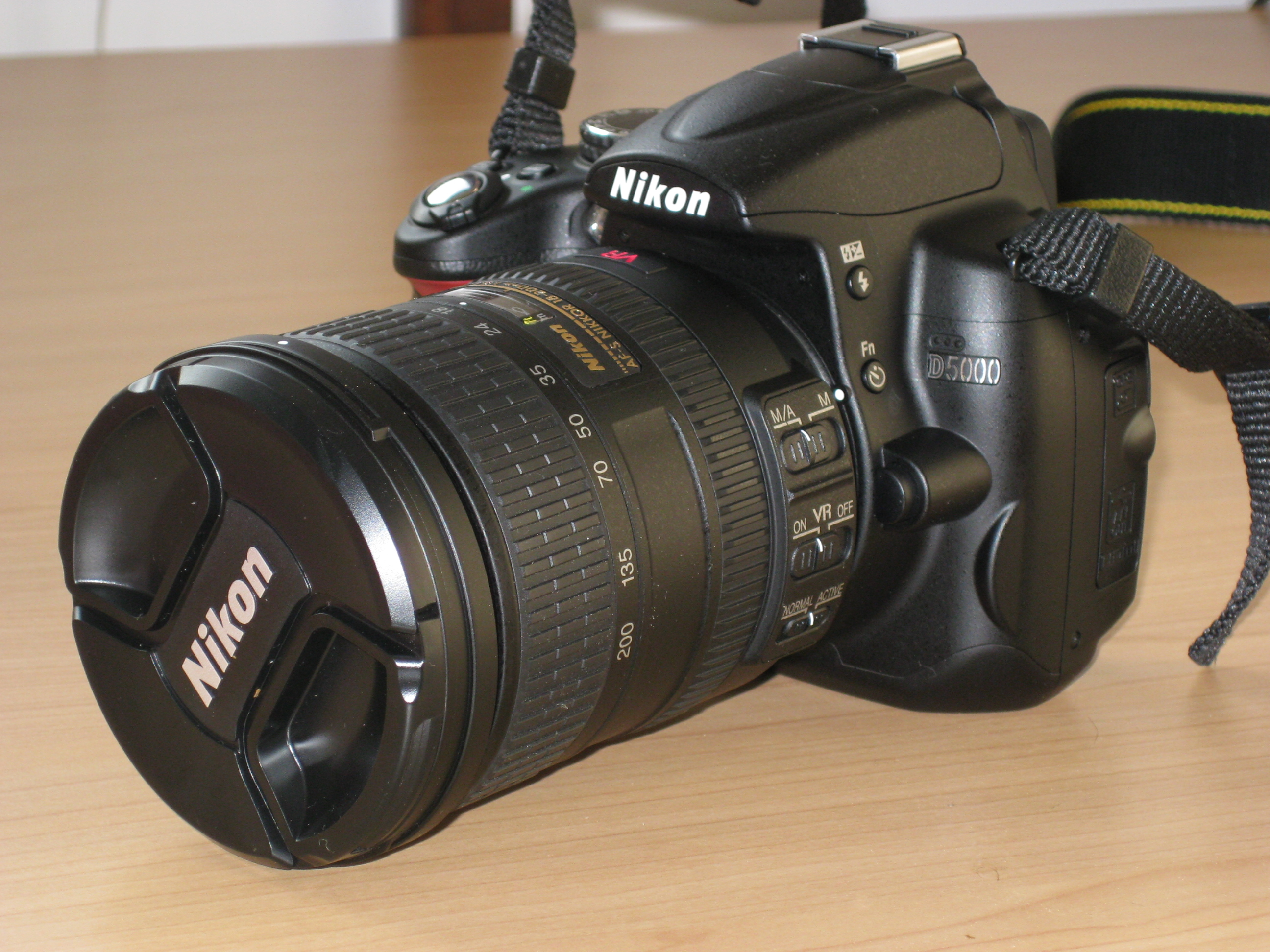
D5000 avec zoom 18-200.